# Antarctic Research, a European Network for Astrophysics
Pour les articles homonymes, voir ARENA.
ARENA (Antarctic Research, a European Network for Astrophysics) est un réseau européen de recherche du PCRDT 6 consacré à l'astrophysique en Antarctique, notamment à la  base antarctique Concordia, franco-italienne, située au Dôme C au cœur du plateau Antarctique. Coordonné par le CNRS français, il regroupe  plusieurs partenaires, instituts et laboratoires de recherche nationaux de sept états membres de l'Europe (Allemagne, Belgique, Espagne, France, Italie, Portugal et Royaume-Uni) et d'Australie.